# Navicordulia amazonica
Navicordulia amazonica är en trollsländeart som beskrevs av Machado och Costa 1995. Navicordulia amazonica ingår i släktet Navicordulia och familjen skimmertrollsländor. IUCN kategoriserar arten globalt som otillräckligt studerad. Inga underarter finns listade i Catalogue of Life.